# Dorfkirche Cumlosen

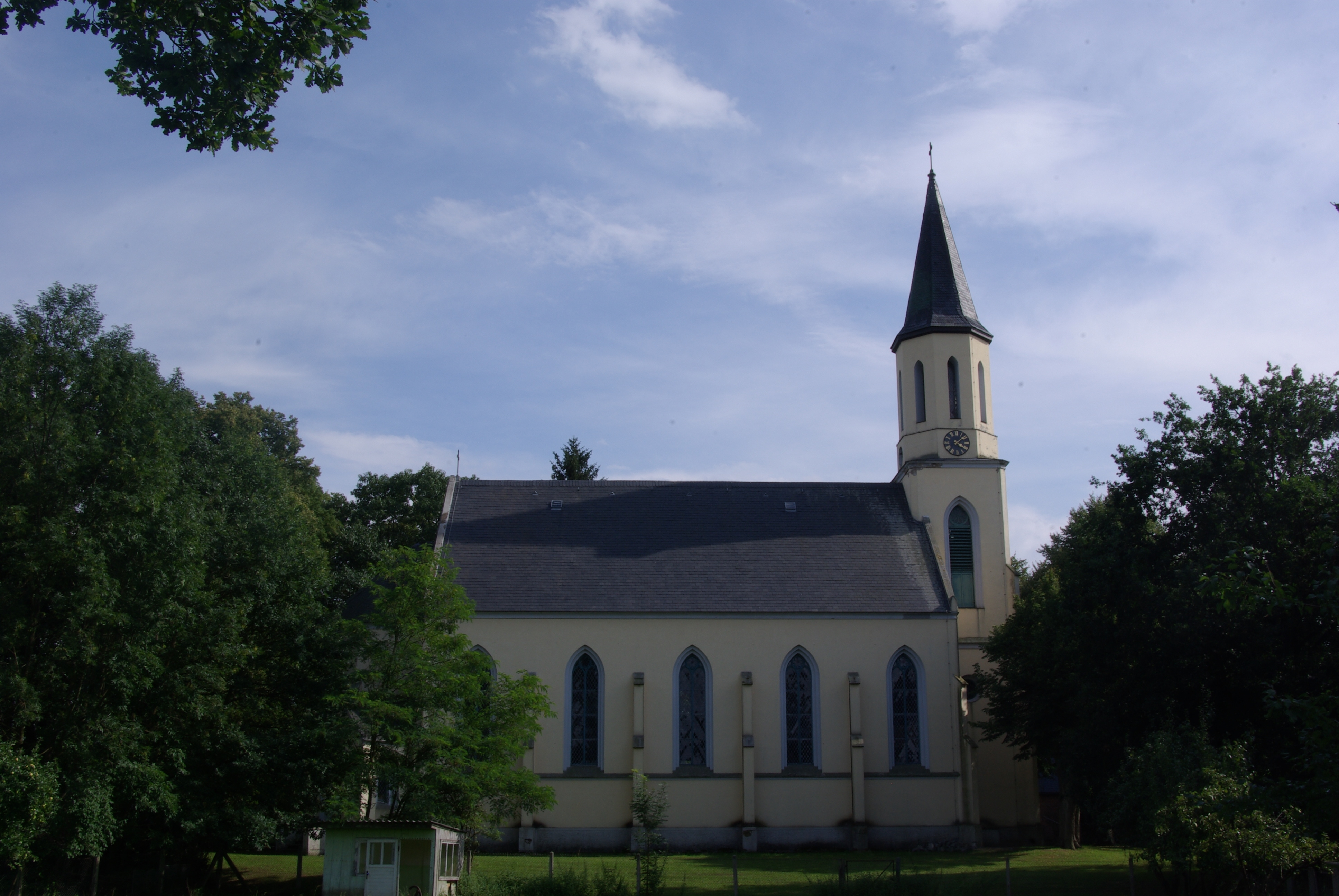
Dorfkirche Cumlosen

Die evangelische, denkmalgeschützte Dorfkirche Cumlosen steht in Cumlosen, einer Gemeinde im Landkreis Prignitz in Brandenburg. Die Kirchengemeinde gehört zum Kirchenkreis Prignitz der Evangelischen Kirche Berlin-Brandenburg-schlesische Oberlausitz.

## Beschreibung
Die neugotische Saalkirche aus verputzten Backsteinen wurde 1856/58 erbaut, nachdem der baufällige Vorgängerbau abgerissen geworden war. Sie besteht aus einem Langhaus, das mit einem Satteldach bedeckt ist, einem eingezogenen, dreiseitig geschlossenen Chor im Osten und einem Kirchturm im Westen. Die Wände des Langhauses und des Chors werden von Strebepfeilern gestützt, zwischen denen sich Maßwerkfenster befinden. Auf den beiden unteren quadratischen Geschossen des Kirchturms sitzt ein achteckiges, das die Turmuhr beherbergt. Darauf sitzt ein achtseitiger Knickhelm.
Der Innenraum des Langhauses ist zwischen den seitlichen Emporen mit einem offenen Dachstuhl überspannt, der des Chors mit einem Kreuzrippengewölbe. Die Orgel auf der Empore im Westen hat zehn Register, ein Manual und ein Pedal. Sie wurde 1858 von Carl August Buchholz gebaut.